# Онслоу, Ричард, 5-й граф Онслоу
Ричард Уильям Алан Онслоу, 5-й граф Онслоу (англ. Richard William Alan Onslow, 5th Earl of Onslow; 23 августа 1876 — 9 июня 1945) — британский пэр, дипломат и политик. Он носил титул учтивости — виконт Крэнли с 1876 по 1911 год.

## Происхождение и образование
Родился 23 августа 1876 года. Старший сын Уильяма Онслоу, 4-го графа Онслоу (1853—1911), и Флоренс Коулстон Гарднер (1853—1934). Он получил образование в Итоне и Нью-колледже Оксфорда, прежде чем поступить на дипломатическую службу в 1901 году.

## Дипломатическая карьера
Виконт Крэнли занимал посты атташе в Мадриде с 1902 года, третьего секретаря в Танжере с 1903 года и Санкт-Петербурге с 1904 года, второго секретаря в Берлине в 1907 году. В 1909 году Ричард Онслоу был назначен помощником личного секретаря Эдварда Грея, государственного секретаря по иностранным делам. Позднее он занимал ряд должностей в министерстве иностранных дел в качестве клерка в 1910 году, личного секретаря заместителя государственного секретаря по иностранным делам с 1911 по 1913 год и помощника клерка с 1913 по 1914 год.

## Военная карьера
Лорд Онслоу вступил в ряды британской армии в начале Первой мировой войны в 1914 году, получив звание младшего лейтенанта 15 июня 1915 года. Он трижды упоминался в депешах, был награждён Орденом Британской империи и французским орденом Почётного легиона. В последующие годы он был почётным подполковником 3-го батальона Королевского полка Королевы (Западный Суррей) и почётным полковником 30-го (Суррей) прожекторного полка Королевской артиллерии.

## Политическая карьера
Ричард Онслоу унаследовал титул и место своего отца в Палате лордов в 1911 году. После войны он занимал должности лорда в ожидании (1919—1920), гражданского лорда Адмиралтейства (1920—1921), парламентского секретаря сельского хозяйства и рыболовства в 1921 году, парламентского секретаря Министерства здравоохранения (1921—1923), парламентского секретаря Совета по образованию (1923—1924), заместителя государственного секретаря по вопросам войны и вице-президента Армейского совета (1924—1928), генерального казначея (1928—1929), председателя комитетов и заместителя спикера Палаты лордов (1931—1944).
Лорд Онслоу также был президентом Королевского статистического общества с 1905 по 1906 год и президентом Лондонского зоологического общества с 1936 по 1942 год.

## Семья
22 февраля 1906 года лорд Онслоу женился на достопочтенной Вайолет Марсии Кэтрин Уорвик Бэмпфилд (? — 23 октября 1954), единственной дочери Коплстоуна Бэмпфилда, 3-го барона Полтимора (1859—1918). У них было двое детей:
- Леди Мэри Флоренс Вайолет Маргарет Онслоу (? — 1 мая 1970), в 1933 году она вышла замуж за капитана Джорджа Гарсайда (развод в 1940 году), от брака с которым у него был один сын.
- Уильям Артур Бэмпфилд Онслоу, 6-й граф Онслоу (11 июня 1913 — 3 июня 1971).

Лорд Онслоу умер в июне 1945 года в возрасте 68 лет в Гилфорде, графство Суррей. Ему наследовал его единственный сын Уильям Онслоу, 6-й граф Онслоу.
Будучи вдовствующей графиней Онслоу, Вайолет подарила будущей королеве Елизавете II брошь-бабочку с бриллиантами и рубинами в качестве свадебного подарка в 1947 году. Она умерла в октябре 1954 года.